# The Westport News
The Westport News, kurz auch The News genannt, ist eine kleine, täglich erscheinende, unabhängige, regionale Tageszeitung in Neuseeland. Ihr Einzugsgebiet liegt im nordwestlichen Teil der Südinsel, entlang der Westküste um die Stadt Westport herum.

## Geschichte
Die Westport News wurde 1871 oder 1873 von den Herren Captain Wright, Job L. Munson und dem Iren und späteren neuseeländischen Politiker Eugene Joseph O'Connor als Abendzeitung gegründet. O’Connor besaß kurzfristig die Westport Times, die 1937 mit dem Westport Evening Star zur Buller Times fusionierte und bis zur Einstellung im Jahr 1941 in direkter Konkurrenz zur Westport News stand. Die Erscheinungsweise der Westport News war anfänglich dreimal die Woche. Im April 1889 wurde die Zeitung an einen Herrn Reid verkauft, der das Blatt auf tägliche Erscheinungsweise umstellt und am Morgen herausgab. Nach seinem Tod 1897 wechselte die Zeit in kurzer Folge zweimal ihren Besitzer, um schließlich am 4. April 1898 an Walter Atkin einem australischen Zeitungsmacher verkauft zu werden.
Am 2. Juli 1945 wurde die Westport News Limited gegründet, die heutige Besitzerin der Zeitung. Am 16. Februar 1986 wurde Colin Joseph Warren Besitzer der Firma. Seit dieser Zeit ist er der Herausgeber der Westport News. Warren wurde am 31. Dezember 1999 für seine Verdienste im Dienst für die Gemeinschaft mit dem M.N.Z.M. Member New Zealand Order of Merit ausgezeichnet.

## Die Zeitung heute
Die Westport News hatte 2014 eine durchschnittliche täglich Auflage von 2.200 Exemplaren und erscheint weiterhin täglich montags bis freitags jeweils am Nachmittag. Trotz ihrer bescheidenen Größe, berichtet die Zeitung, neben lokalen und regionalen Ereignissen, auch über internationales Geschehen.